# Miłakowo
Miłakowo (Duits: Liebstadt) is een stad in het Poolse woiwodschap Ermland-Mazurië, gelegen in de powiat Ostródzki. De oppervlakte bedraagt 8,68 km², het inwonertal 2685 (2005).